# James Gilman
James Reynold Gilman (1838 – 1921) foi um inglês ligado à Fábrica de Loiça de Sacavém. Inicialmente guarda-livros da fábrica, passou a administrá-la, a partir de 1893 (com a morte do proprietário da fábrica, o Barão de Howorth de Sacavém), através de uma sociedade em comandita com a viúva do barão de Sacavém, situação que se viria a manter até 1909 (data da morte da baronesa), altura em que se tornou seu único administrador.
O seu período de chefia à frente da Fábrica caracterizou-se por uma aposta clara na ligação ao mercado inglês, tanto ao nível das exportações de porcelana, como da aquisição de nova tecnologia para a produção cerâmica da fábrica (em 1912 foi adquirido um forno-túnel no qual, pela primeira vez, se utilizou o betão armado em Portugal).
Foi o responsável também por várias das obras sociais da Fábrica, designadamente a criação de um clube de futebol (modalidade desportiva que então se começava a popularizar) para os seus operários (o Gilman's Football Club, o primeiro que existiu na freguesia de Sacavém, a anteceder o Sport Grupo Sacavenense), e ainda a cedência de terrenos da fábrica para a instalação do corpo de Bombeiros Voluntários de Sacavém (cujo quartel ainda hoje ostenta, simbolicamente, o seu nome, em recordação do facto).
Quando faleceu, em 1921, foi substituído à frente da Fábrica pelo seu filho Raul Gilman, de parceria com um outro sócio de nacionalidade britânica, Herbert Gilbert.
Sacavém homenageou-o, atribuindo o seu nome a uma das avenidas da freguesia – muito simbolicamente, uma avenida que começava junto da antiga entrada da Fábrica de Loiça, e que passa, ainda hoje, defronte do quartel dos Bombeiros que ajudou a fundar.